# Solbritt
Solbritt eller Sol-Britt är ett kvinnonamn. Det är sammansatt av Sol- och Britt.
Det fanns 31 december 2011 totalt 1 774 personer i Sverige med förnamnet Solbritt eller Sol-Britt.

## Personer med namnet Solbritt/Sol-Britt
- Sol-Britt Agerup, skådespelerska